# Ironija
Ironija je besedna figura, pri kateri je pravi pomen v nasprotju z dobesednim pomenom besed. Ironija je sredstvo posmeha. Primer ironije lahko najdemo že v vsakdanjem življenju, npr. ko nevljudnežu odgovorimo: »Hvala za vašo prijaznost«, a v resnici z besedo prijaznost želimo opozoriti na njegovo neprijaznost. Je tudi osnovni način pripovedovanja v satiri.
Dvopomenskost je njena glavna značilnost. Definicija ironije, ki je navedena zgoraj, odgovarja tako imenovani verbalni ironiji, ki jo mnogi literarni teoretiki postavljajo nasproti situacijski ironiji. Za verbalno ironijo je značilno, da je ironik namenoma ironičen. Ironičen je lahko tudi nasmeh. Tudi primer situacijske ironije srečamo v vsakdanjem življenju, ko se na primer želimo izogniti določeni osebi, pa se zato ne udeležimo nekega dogodka, a nato to isto osebo srečamo ravno nekje, kjer je nismo pričakovali. O njej govorimo takrat, ko se neki posameznik pojavi v situaciji, kateri se je skušal izogniti in je tudi naredil vse, kar je v njegovi moči, da do situacije, v kateri se trenutno nahaja, ne bi prišlo.
Ironija je skozi različna časovna obdobja menjala svoj pomen in obseg: antično pojmovanje, ironija v romantiki in sodobno pojmovanje ironije. Meje napram humorju, parodiji, sarkazmu in groteski, celo laži so pogosto zabrisane; vsi ti pojavi obstajajo drug z drugim. Smešnost je pogosto prisotna v ironiji, vendar ni nujna. Težave se pojavijo, ko naslovnik ironije ne prepozna (nepoznavanje konteksta, nepoznavanje pravega mnenja tvorca, nepozornost). Lahko je vezana na stavek, izjavo, verz, lahko na odstavek, kitico, lahko pa je prisotna v celotnem besedilu.

## Tipi ironij

### Verbalna ironija
Zanjo je značilno neskladje med izrečenim oz. napisanim in namero. Kvintilijan je verbalno ironijo jedrnato opisal z naslednjima povedma: "Govori se eno, misli se drugo," in "Nekaj je treba razumeti nasprotno, kot se misli." Sicer pa je verbalna ironija pogosto sredstvo tako v vsakdanjem govoru kot tudi v literaturi. V govoru se pravi pomen poudari z intonacijo, mimiko, gestami, medtem ko je v zapisanem besedilu ironični pomen besede razviden iz stavčne stave, oziroma je za njegovo prepoznavo potrebno poznavanje konteksta. 
Mojster ironije je Ivan Cankar, mnoga njegova dela preveva ironično stališče do takratnega stanja v slovenski politiki in družbi. Včasih je ironičen že sam naslov, npr. drame Za narodov blagor (1901), saj v sami igri izvemo, da se dela ravno v nasprotju z narodovo dobrobitjo. Vzemimo primer verbalne ironije iz Cankarjevega dela Pohujšanje v dolini šentflorjanski (1907), ko v 9. prizoru 3. dejanja Peter goste pozdravlja in sprejema z ironičnimi opazkami, tako je dacar »vseh čednosti začetek!«, čeprav ima Peter o njem v resnici ravno nasprotno mnenje, kar je razvidno iz naslednjega prizora, ko Peter opominja popotnika, naj ne bo pohleven, ker bi ga to pripeljalo do tega, da bi mu bil celo dacar nadrejen. Le-tega pa si dacar ne zasluži. 

Pa še primera verbalne ironije iz Cankarjevega dela Hlapci iz leta 1910. V drugem dejanju Nadučitelj svojega kolega Komarja označi z naslednjimi besedami:

Nadučitelj: »Dragi Komar, vi ste bili zmirom trdi in neusmiljeni v svojem prepričanju.«
Že nekaj vrstic kasneje, ko Komarja ni v bližini, pa pove, kaj si o njem zares misli: 
Nadučitelj: »Brata bi izdal, zoper očeta bi pričal in mater bi zatajil!«

To je ironija zato, ker Komar Nadučitelju verjame, ko mu ta izreka besede hvale. Ironik je v tem primeru Nadučitelj, ki namerno izreka besede, katerih dejanski pomen je v nasprotju z dobesednim pomenom.

Še enega izmed primerov verbalne ironije najdemo v istem delu, in sicer v četrtem dejanju, ko je Jerman že osovražen s strani ostalih krajanov in sprašuje Lojzko, kaj o njem govorijo:

Lojzka: »Ne odlašaj! . . . Reci, da si bolan ... in res si bolan, iz oči ti gleda bolezen . . .«

Jerman: »Kaj so rekli?« 

Lojzka: »Da te preselijo, je rekel eden; drugi je rekel, da brez podpisov; v deveto faro, je rekel tretji in se je smejal.«

Jerman: »Lepo so povedali.«

Jerman na to odgovori z ironijo, saj besede krajanov ne predvidevajo zanj nič lepega, kvečjemu slabega, grdega, torej izgon na slabše delovno mesto.

Verbalno ironijo najdemo tudi v Prešernovem sonetu iz cikla Zabavljivi sonetje:

»Prekosili res bomo vse narode,

Najstarši med jeziki jezik bode,

Ki se iz te čobodre bo naredil,

Ker bomo tak govorili v Emoni, 

ko žlobodrali so tam v Babiloni,

Ko bil jim Bog je govorico zmedel.«

Dejansko ilirščina ne bo prekosila vseh narodov, hkrati to ne bo najstarejši jezik med vsemi jeziki. Gre za posmeh lirskega subjekta takratnim težnjam (1/2 19. stoletja) uvesti skupni, ilirski jezik.

Poleg verbalne ironije obstajajo tudi situacijska ironija, dramska ironija, romantična ironija, sokratska ironija. 

### Situacijska ironija
Zanjo je značilno neskladje med namero in rezultatom, med pričakovanim in dejanskim rezultatom. Končno stanje je ravno nasprotno od pričakovanega. Ironija usode je, ko izgleda, da se usoda ali bogovi poigravajo s svetom, ljudmi. Situacijska ironija je nenamerna/slučajna (D. C. Muecke jo poimenuje unintentional irony oziroma unconscious irony),  saj gre za ironijo neke situacije ali dogodka, v katerih ni osebe ironika, obstajata pa žrtev ironije ter opazovalec ironije. Ponazarja jo pregovor: »Kdor drugemu jamo koplje, sam vanjo pade.« O situacijski ironiji pa govori tudi pesem Alanis Morissette Ironic'. V sledeči kitici pa ni opisana samo situacijska ironija:

»Mr. Play It Safe was afraid to fly

He packed his suitcase and kissed his kids goodbye

He waited his whole damn life to take that flight

And as the plane crashed down he thought

"Well isn't this nice...«

Nekdo, ki se je bal leteti z letalom, se končno opogumi, vendar je že ta prvi let zanj usoden.
V njej najdemo tudi verbalno ironijo:  "Well isn't this nice..."; "No, kaj ni to lepo ..."«;
pomen izreka pa je ravno nasproten od dobesednega pomena besede lepo, saj letalo strmoglavi.

Situacijska ironija je po zgoraj navedeni definiciji tudi lepljenje nalepk o škodljivosti kajenja na škatlice cigaret. Pojavi se namreč neskladje med namenom in pričakovanim rezultatom. Namen nalepk je opozoriti kadilca na škodljivost kajenja, vseeno pa kadilec nalepko prebere lahko šele, ko si škatlico cigaret kupi.

### Dramska ironija
Zanjo je značilno neskladje med izrečenim oz. napisanim in zavestjo oz. vedenjem. Gledalec oz. bralec ima vsaj eno informacijo več od nastopajočih oz. literarnih likov. Pogosto gre za kombinacijo verbalne in situacijske ironije.
Je osrednja ironija gledališča. Zanjo je značilno to, da bralec oziroma občinstvo, ki spremlja prikaz umetniškega dela, ve o dogajanju v samem delu in o literarnih likih več kot sami literarni liki. Eden izmed literarnih likov, ki bo žrtev ironije, uporablja vsa sredstva, da bi se izognil nekim dogodkom, usodi, a ga ista dejanja pripeljejo v situacijo, kateri se je želel izogniti. Žrtev ironije se še ne zaveda, da se je znašel v takšni situaciji, medtem ko je ironija njegove situacije že znana gledalcem, bralcem, po navadi pa tudi že kateremu izmed ostalih literarnih likov. D. S. Muecke dramsko ironijo uvrsti kot podvrsto situacijske ironije.Dramska ironija je glavno sredstvo zapleta v tragediji. V grški tragediji izhaja iz strukture odnosov, ki zagotavljajo absolutno zmago usodnega nad človekovimi hotenji. Ironija, uporabljena v grških tragedijah, se imenuje tudi objektivna ironija.

V Sofoklejevem Kralju Oidipusu najdemo primer dramske ironije. Bralec oz. gledalec drame ve, da je morilec, ki ga Odjip išče, on sam, medtem ko se osebe v igri tega ne zavedajo. Ojdip je sin kralja Laja, kateremu je bilo napovedano, da ga bo ubil lastni sin. Zaradi strahu pred smrtjo se kralj Laj sinu odpove že ob rojstvu, daleč od doma ga vzgaja pastir Polybos, vendar se prerokba vseeno uresniči. Laja je umoril njegov lastni sin Ojdip, ki pa se v času umora še ni zavedal, da je krvnik lastnega očeta. V tem primeru je tragična ironija v tem, da se je izpolnila usoda, kateri je kralj Laj na vsak način želel ubežati. Vse odločitve, ki jih osebe v drami sprejmejo, z namenom, da bi se izognile napovedani usodi, peljejo naravnost k njej, npr. poroka Ojdipa z lastno materjo. 

Dramska ironija ni značilna samo za dramske zvrsti literature. Najdemo jo npr. tudi v Homerjevi Odiseji, se Odisej preoblečen v berača vrne na rodno Itako in posluša pogovor snubcev svoje žene, ki verjamejo, da je le-ta mrtev.

### Romantična ironija
Po Schleglu je romantična ironija stanje notranje svobode, ki omogoča ironično distanco celo do lastnih misli, čustev, domišljije, kritično razbijanje pesniškega razpoloženja, sentimentalnih čustev; ambivalenca zanosa in skepticizma. Kot način pripovedovanja se je pogosto pojavljal v obdobju romantike. Pripovedovalec izrecno poseže v dogajanje pripovedi in jo komentira, najpogosteje z ironijo. Ima občutek genialne nadmoči, ki ga vodi k poigravanju z ljudmi in odnosi med njimi. Drugo ime zanjo je tudi subjektivna ironija. V svojih delih so se je med drugim posluževali tudi Heinrich Haine,  Friedrich Wilhelm Nietzsche, Thomas Mann, Josip Jurčič, Fran Erjavec, Ivan Tavčar.

### Sokratska ironija
Sokratu je ironija bistveno sredstvo debate. Imela je pedagoški namen: navidezna nevednost prisili sogovornika k natančnejšemu in samostojnemu mišljenju. Sokrat se pretvarja, da ve manj od tistih, ki po njegovem vejo manj od njega; on, ki ne zna, sprašuje tiste, ki znajo. Sokrat se kaže manjvrednega ali manj obveščenega, kot v resnici je. Namen takšnega pogovora je ta, da se preko debate pokaže, da je sogovorec v zmoti.

## Značilnosti vseh tipov ironij
- Nasprotje med videzom in resnico.

- Nezavedanje, da je videz samo videz; to nezavedanje je pri ironiku, ko uporabi verbalno ironijo, zaigrano, medtem ko je pri žrtvi ironije to nezavedanje iskreno.
- Komičen učinek tega nezavedanja, ko soudarita navidezno in resnično.

| Razlike              | Verbalna ironija        | Situacijska ironija                              |
| -------------------- | ----------------------- | ------------------------------------------------ |
| Sodelujoči dejavniki | Ironik in žrtev ironije | Situacija ali dogodek, žrtev ironije, opazovalec |
| Medij                | Jezik                   | Dogodek ali situacija                            |
| Namernost            | Namerna                 | Nenamerna                                        |